# Constance aux enfers
Constance aux enfers (estrenada als Estats Units com a Web of Fear, i a Espanya com Un balcón sobre el infierno) és una pel·lícula francesa del gènere thriller dirigida per François Villiers. És basada en la novel·la Constance aux enfers de Jean-Pierre Ferrière, qui va coescriure el guió amb Jacques Sigurd. Els protagonistes són Michèle Morgan i Dany Saval.

## Sinopsi
Una jove és assassinada per un dels seus companys. L'assassí s'amaga a l'habitació de l'apartament de la vídua i es converteix en el seu amant. Un altre home aconsegueix que li doni molts diners fent-li xantatge de revelar la seva relació, però descobreix que la víctima està realment viva i forma part del pla de xantatge, i decideix venjar-se.

## Repartiment
- Michèle Morgan - Constance
- Dany Saval - Pascale
- Simón Andreu - Hugo
- Claude Rich - Student
- Maria Pacome - Marie-Cecile
- Carlos Casaravilla - Detective
- Georges Rigaud - Sartori

## Premis
Medalles del Cercle d'Escriptors Cinematogràfics
| Any  | Categoria                              | Pel·lícula     | Resultat   |
| ---- | -------------------------------------- | -------------- | ---------- |
| 1964 | Millor actriu en pel·lícula estrangera | Michèle Morgan | Guanyadora |